# Blue Star Naxos
Il Blue Star Naxos è un traghetto appartenente alla compagnia di navigazione Blue Star Ferries.

## Servizio
Varato il 28 febbraio 2002 nel cantiere navale Daewoo Shipbuilding & Marine Engineering Co. Ltd di Okpo con il nome di Blue Star Naxos e consegnato il 7 giugno 2002 alla greca Blue Star Ferries, giunge il 24 giugno successivo al Pireo. Il 30 giugno viene battezzato a Nasso. Il giorno successivo prende servizio nei collegamenti tra Il Pireo, Paro, Nasso, Santorini ed Amorgo, dove opera tutt'oggi.

## Navi gemelle
- Blue Star Paros
- Fundy Rose (ex Blue Star Ithaki)